# Summer's lease
Summer's lease is een verzamelalbum van Big Big Train. De band gaf voor de Japanse fans een verzamelalbum uit, afhankelijk van de verkoopcijfers zou de band bekijken of die ook op de Europese en Amerikaanse markt zou worden uitgebracht. Op Summer’s lease staan tracks die overgenomen zijn van de reguliere studioalbums en bewerkingen daarvan. Nieuw zijn het nummer Don’t forget the telescope geschreven door drummer Nick D'Virgilio en London song, voorheen als digitale download verkrijgbaar, voor dit album geremixt. In de nasleep van het album kreeg de band te maken met ingrijpende personeelswisselingen, onder andere gitarist Dave Gregory verliet de band; hij was het toeren zat.  

## Muziek
| Nr. | Titel                                                        | Duur  |
| --- | ------------------------------------------------------------ | ----- |
| 1.  | Expecting snow (album: Goodbye to the age of steam)          | 2:45  |
| 2.  | Kingmaker (album: A stone's throw from the line)             | 10:51 |
| 3.  | Wind distorted pioneers (album: Goodbye to the age of steam) | 4:38  |
| 4.  | Summer’s lease (album: The Difference Machine)               | 5:06  |
| 5.  | Master James of St. George (album: The Underfall Yard)       | 6:23  |
| 6.  | London song (download)                                       | 33:56 |

| Nr. | Titel                                                     | Duur  |
| --- | --------------------------------------------------------- | ----- |
| 1.  | Victorian brickwork (album: The Underfall Yard)           | 13:04 |
| 2.  | Judas unrepentant (album: English Electric Part One)      | 7:16  |
| 3.  | East coast racer (album: English Electric Part Two)       | 15:44 |
| 4.  | Curator of butterflies (album: English Electric Part Two) | 8:51  |
| 5.  | Swan hunter (album: English Electric Part Two)            | 6:45  |
| 6.  | The transit of Venus across the sun (album: Folklore)     | 7:19  |
| 7.  | Don’t forget the telescope                                | 6:01  |
| 8.  | Brave captain (album: Grimspound)                         | 12:55 |

London song is opgedeeld in zes secties: (1) Turner on the Thames, (2) London plane, (3) Lost rivers of London, (4) Skylon en (5) Mudlarks. Brave captain is onderverdeeld in (1) Captain Albert Ball cradled in the arms of Mademoiselle Lieppe-Coulon, may 7th 1917, (2) Memorial to Captain Albert Ball, Nottingham castle grounds 1973, (3) The great game en (4) Annoeullin-the present day. 